# Tim Young
Tim Aaron Young (ur. 6 lutego 1976 w Santa Cruz) – amerykański koszykarz, występujący na pozycji środkowego.
Został szóstym w historii zawodnikiem konferencji Pac-10 wybrany w drafcie NBA. Pozostali to: Baron Davis z UCLA (I runda – Hornets), Jason Terry z Arizony (I runda – Hawks), Francisco Elson z Kalifornii (II runda – Nuggets), Todd MacCulloch z Waszyngtonu (II runda – 76ers) i  A.J. Bramlett z Arizony (II runda – Cavaliers).

## Osiągnięcia
NCAA
- Uczestnik rozgrywek:
  - Final Four turnieju NCAA (1998)
  - Sweet Sixteen turnieju NCAA (1997, 1998)
- Mistrz sezonu zasadniczego konferencji Pac-10 (1999 – w 2011 zmieniono nazwę konferencji na Pac-12)
- Zaliczony do I składu:[2]
  - Pac-10 (1998)
  - najlepszych pierwszorocznych zawodników Pac-10 (1995)
  - turnieju Great Alaska Shootout (1997)

Drużynowe
- 3. miejsce w Pucharze Księcia Hiszpanii (2001)

Indywidualne
- Uczestnik meczu gwiazd Polska - Gwiazdy PLK (2000)[3]

Reprezentacja
- Mistrz Ameryki U–18 (1994)[4]